# Biet Ghiorgis
Biet Ghiorgis o Biete Ghiorgis (በት ጊዮርጊስ, que traducido del amhárico significa "Iglesia de San Jorge") es una de las once iglesias monolíticas de Lalibela, una ciudad en la región de Amhara en Etiopía.

## Descripción
Tallada en sólida roca volcánica rojiza en el siglo XIII, es la más conocida y la última construida de las once iglesias en el área de Lalibela, y ha recibido en ocasiones el calificativo de octava maravilla del mundo.
La oquedad es cuadrada y tiene unas dimensiones de 25 metros de lado mientras que la iglesia mide unos 12 metros de lado por 12 metros de alto, sin contar el estereóbato de tres niveles sobre el que se alza, y tiene planta de cruz griega. Para crear el espacio en el que está situada debieron retirarse unos 3400 m³ de roca además de otros 450 metros m³ para esculpir y decorar el interior de la iglesia.
La construcción se encuentra a cierta distancia al oeste de los dos otros grupos de iglesias formados por los otros diez edificios y se encuentra unida por un conjunto de zanjas al grupo de cuatro iglesias situado al nordeste.

## Historia
Según la historia cultural etíope, Biet Ghiorgis traducida al castellano Iglesia De San Jorge se construyó en el siglo XIII después de que el rey Gebre Mesqel Lalibela de la dinastía Zagüe tuviera una visión en la que se le daban instrucciones para construir una iglesia. A lo largo de la historia se ha atribuido la autoría de estas instrucciones tanto a San Jorge como al mismo Dios. La leyenda cuenta que la iglesia fue construida con milagrosa rapidez por el rey en persona acompañado por un grupo de ángeles. 
Hoy en día, Lalibela sigue siendo lugar de peregrinación para los miembros de la Iglesia ortodoxa etíope especialmente durante la celebración del Timkat, versión ortodoxa etíope de la Epifanía. La iglesia forma parte del Patrimonio de la Humanidad nombrado por la Unesco en el año 1978 junto al resto de las iglesias que constituyen el conjunto llamado Iglesias talladas en la roca de Lalibela.

## Notas

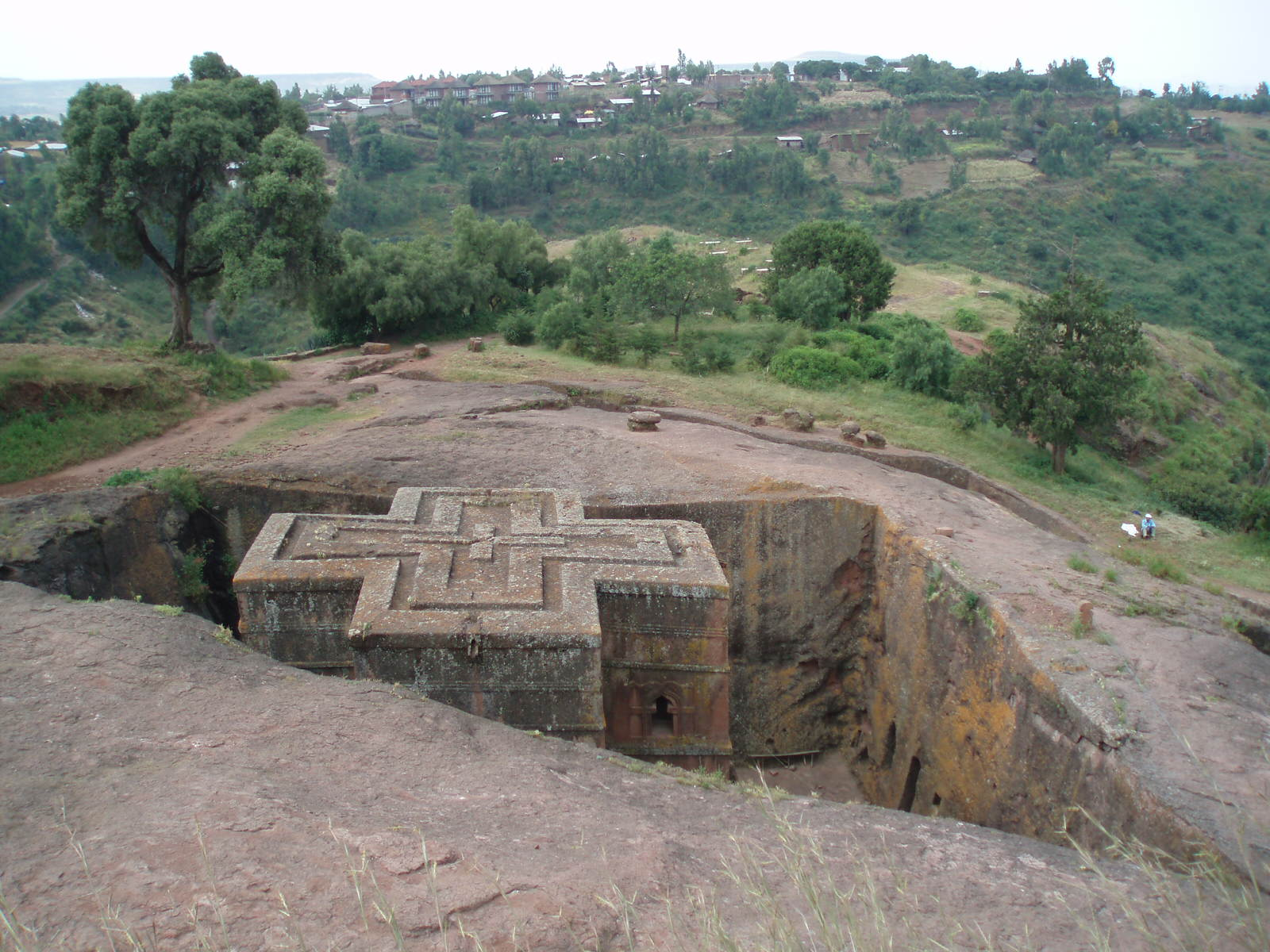
Biet Ghiorgis vista desde arriba.